# Doniger Fashion Group
Doniger Fashion Group (voorheen McGregor Fashion Group) is een Nederlands modeconcern met hoofdzetel in Amsterdam. Het concern werd in 1993 opgericht en is actief in de modedetailmarkt met onder andere de merken Gaastra, Lapagayo en McGregor. Voorts exploiteert McGregor modewinkels onder de naam Adam Menswear en is het daarnaast actief als confectiegroothandel. McGregor richt zich op het hogere segment en had tot het eerste kwartaal van 2006 een notering aan de effectenbeurs van Amsterdam.

## Geschiedenis
Het bedrijf werd in 1993 opgericht door Jeroen Schothorst en Ben Kolff. Eerst handelde het onder de naam Emergo en zes jaar later kreeg het als McGregor Fashion Group een notering op de effectenbeurs van Amsterdam. In juli 1999 nam het modeconcern kinderkledingfabrikant Lapagayo over. In 2000 volgde de overname van Gaastra Sportwear en vijf jaar later de winkelketen Adam Menswear. Na een gezamenlijk bod van de directie en investeerder Marcel Boekhoorn ging McGregor in 2006 van de beurs. Het bod waardeerde McGregor op 129 miljoen euro. Jeroen Schothorst werd in 2006 veroordeeld tot een boete van 200.000 euro wegens handel met voorkennis.
In 2008 leende de directie 175 miljoen euro bij Rabobank, ABN Amro en NIBC Bank en keerde zij zich 88 miljoen euro uit. Aanvankelijk leek de kredietcrisis aan McGregor voorbij te gaan en in 2010 kwam de omzet boven de 200 miljoen euro uit. In 2013 gingen de eigenaren dan toch met de banken in gesprek om de schuldenlast te verlagen. NIBC, de grootste financier, zette zijn schuld om in een aandelenbelang van 25%.

### Eerste faillissement
In juni 2016 kreeg het modeconcern uitstel van betaling van de Rechtbank Amsterdam. Alle dochters onder de paraplu van de holding werd op 24 juni 2016 uitstel van betaling verleend. Op 28 juni 2016 vroeg McGregor faillissement aan bij dezelfde rechtbank.
Medio juli werd bekend dat de nieuwe eigenaren dezelfde aandeelhouders zijn die de zaak eerder failliet lieten gaan Schothorst, Kolff, Boekhoorn en NIBC. Zij hadden in het verkoopproces een sterke positie want zij waren de enige financiers van McGregor en hadden het pandrecht op de merknaam en de voorraden. Zij hadden daarmee een belangrijke stem over welk bod de curator zou accepteren. Er waren zeven biedingen en één partij wilde met het hele bedrijf doorgaan. Van de oorspronkelijke 1200 werknemers houden er 1100 hun baan en alle 150 winkels blijven voorlopig open. Het bedrijf gaat verder als Doniger Fashion Group.
Twee weken later werd bekendgemaakt dat het dubbele aantal banen zal verdwijnen, niet 500 werknemers in Nederland maar 300 werknemers krijgen een baan in het doorgestarte bedrijf. Werknemers die langer dan zeven jaar in dienst waren, krijgen geen nieuw contract. De curator vond het “zeer teleurstellend” dat de eigenaren zich niet houden aan de afspraak die ze met hem hebben gemaakt.
Vakbond CNV vond het wegsturen van het oudere personeel schandalig. CNV spreekt van verkapte bezuiniging en zodra uitstel van betaling is verleend hebben de ondernemingsraden en bonden geen zeggenschap meer.

### Tweede faillissement
De rechtbank Amsterdam heeft op 6 september 2017 de twee dagen eerder aan Doniger Fashion Group verleende surseance van betaling ingetrokken en de onderneming in staat van faillissement verklaard. De bewindvoerder is daarbij aangesteld tot curator.
In september 2017 werd bekend dat Rens van de Schoor, met zijn investeringsfonds Du Soutien Beheer, de failliete boedel van Doniger Fashion Group zou overnemen. Drie weken na de overname en informatie verzamelen over het bedrijf is Van de Schoor tot de conclusie gekomen dat een doorstart geen kans van slagen meer heeft.